# Проспект Георгия Нарбута
Проспект Георгия Нарбута — проспект в Днепровском районе Киева. Пролегает от Броварского проспекта до бульвара Перова. Проложен в середине XX века как дорога, связывающая Воскресенку с городом. Первоначальное название — Воскресенское шоссе. С 1968 по 1973 гг. — в составе бульвара Перова (1973—1974 — проспекта Перова). На карте 1976 года указан как Северо-Броварской проспект. В 1968 году из проспекта выделена улица Воскресенская (от бульвара Перова до проспекта Алишера Навои). В 1974 году — переименован на проспект Освободителей.
Современное название получил в честь украинского художника-графика Георгия Нарбута — с 2023 года.